# Einar Gerhardsen
Einar Henry Gerhardsen (Asker, 10 de maio de 1897 - Oslo, 19 de setembro de 1987) foi um político norueguês que serviu como 22º primeiro-ministro da Noruega de 1945 a 1951, 1955 a 1963 e 1963 a 1965. Com um total de 16 anos no cargo, ele é o primeiro-ministro mais antigo da Noruega desde a introdução do parlamentarismo. Ele foi o líder do Partido Trabalhista de 1945 a 1965.
Muitos noruegueses costumam se referir a ele como "Landsfaderen" (Pai da Nação); ele é geralmente considerado um dos principais arquitetos da reconstrução da Noruega após a Segunda Guerra Mundial. Ele também serviu como o segundo presidente do Conselho Nórdico em 1954.

## Biografia

### Vida pregressa
Einar Gerhardsen nasceu no município de Asker, no condado de Akershus. Seus pais eram Gerhard Olsen (1867–1949) e Emma Hansen (1872–1949). Seu pai trabalhava na Administração de Estradas Públicas e era capataz de um comitê sindical, sendo que durante a infância de Gerhardsen o líder sindical Carl Jørgensen visitava frequentemente sua casa e, às vezes, eles cantavam A Internacional e Seieren følger våre faner ("a vitória segue nossas bandeiras").
Em 1932, ele se casou com Werna Julie Koren Christie (1912–1970), filha do agente Johan Werner Koren Christie e Klara Rønning. O casal teve dois filhos, Truls e Rune, e uma filha, Torgunn. Seu irmão era Rolf Gerhardsen e os dois também tiveram uma relação de trabalho para toda a vida. Desde os 17 anos de idade, Gerhardsen participou em reuniões com o movimento juvenil do Partido Trabalhista. Em 1918, durante a Guerra Civil Finlandesa, Gerhardsen renunciou à sua filiação à Igreja da Noruega depois que a igreja se aliou aos "Brancos" contra os "Vermelhos".

### Trabalho político, prisão
Originalmente um trabalhador rodoviário, Gerhardsen tornou-se politicamente ativo no movimento trabalhista socialista durante a década de 1920. Ele foi condenado diversas vezes por participar de atividades subversivas até que ele, junto com o resto do Partido Trabalhista, gradualmente passou do comunismo para o socialismo democrático. Ele participou da greve militar da Liga da Juventude Comunista de Esquerda em 1924 e foi condenado por auxiliar neste crime e sentenciado a 75 dias de prisão.
Durante a Segunda Guerra Mundial, Gerhardsen participou da resistência organizada contra a ocupação alemã da Noruega e foi preso em 11 de setembro de 1941. Já sob suspeita há muito tempo, Gerhardsen já havia sido detido e submetido a interrogatórios em 31 ocasiões anteriores desde o verão de 1940. Inicialmente ele foi enviado para o campo de concentração de Grini. Em fevereiro de 1942, ele foi acusado de liderar um trabalho de resistência enquanto estava preso e foi removido do campo para interrogatório. Inicialmente interrogado na delegacia de polícia em Møllergata 19, ele foi logo transferido para a sede da Gestapo em Victoria Terrasse, onde foi torturado para revelar informações sobre a resistência, mas não cedeu. Em abril de 1942, ele foi enviado para o campo de concentração de Sachsenhausen, na Alemanha nazista. Em setembro de 1944, ele foi transferido de volta para Grini, onde passou o resto da guerra.
Após a guerra, Gerhardsen formou o governo interino que permaneceu no poder desde o fim da ocupação, em maio de 1945, até as eleições gerais realizadas em outubro do mesmo ano. A eleição deu ao Partido Trabalhista uma maioria absoluta no Parlamento, o Storting, que manteve até 1961. Gerhardsen serviu como presidente do Storting de 10 de janeiro de 1954 a 22 de janeiro de 1955.

### Política interna e externa desde 1945

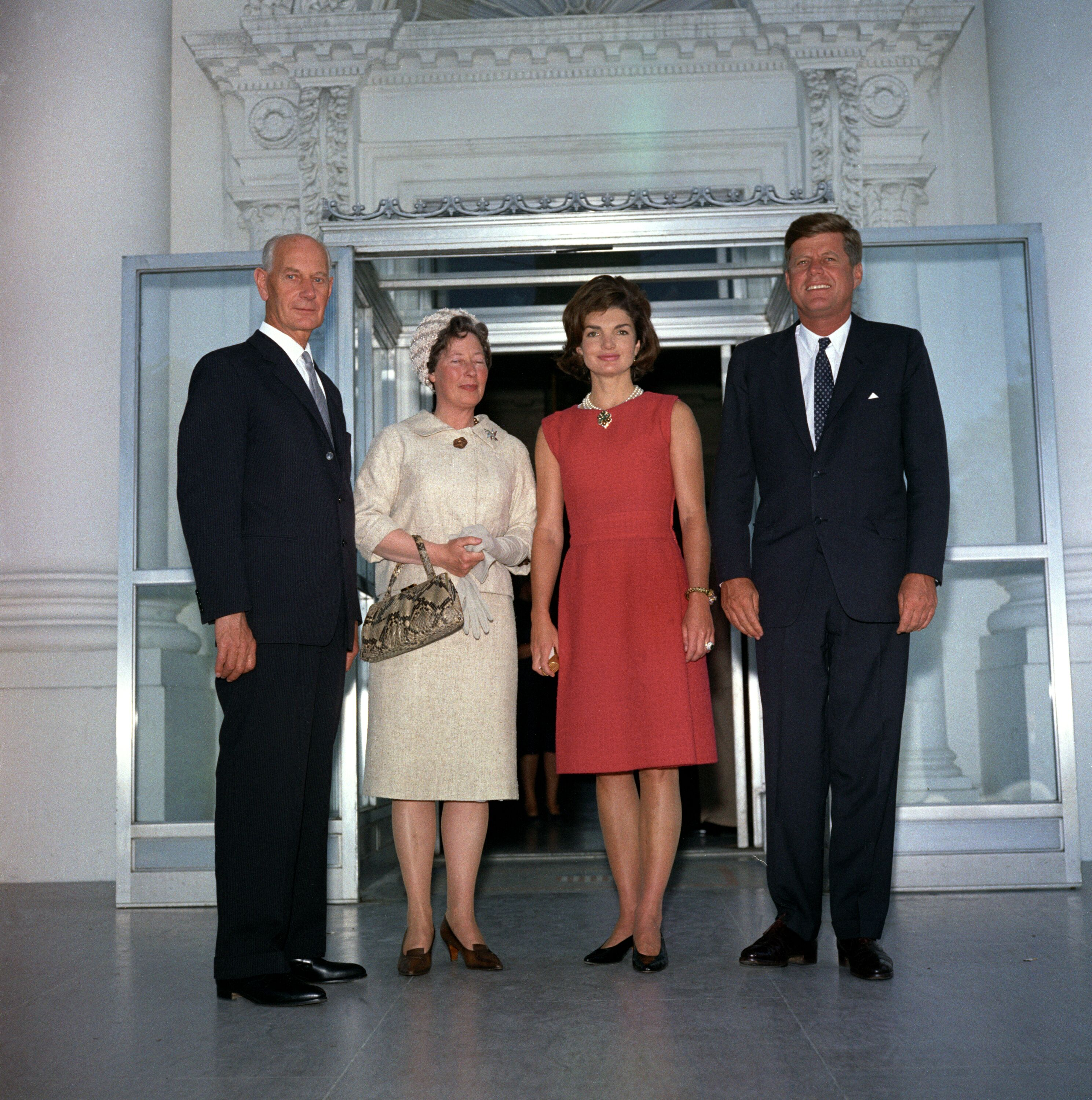
Gerhardsen e Werna Gerhardsen com o presidente americano John F. Kennedy e primeira-dama Jacqueline Kennedy em 1962

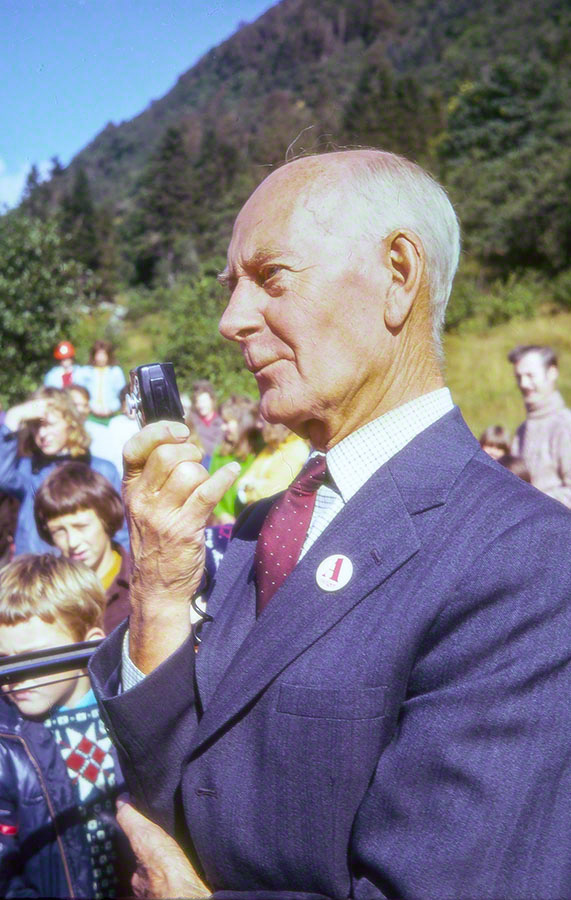
Gerhardsen em um comício político em Bergen no final da década de 1960

Durante e depois de seus períodos no cargo, ele foi muito respeitado pelo povo, mesmo por aqueles que não compartilhavam de suas visões social-democratas. As administrações que ele liderou forjaram uma política econômica eclética na qual a regulamentação governamental do comércio, da indústria e do sistema bancário. A pobreza extrema e o desemprego foram drasticamente reduzidos pelas políticas de industrialização e redistribuição da riqueza do seu governo através de impostos progressivos, juntamente com a criação de um sistema abrangente de segurança social.
A Lei do Banco Estatal Norueguês de Habitação de março de 1946 introduziu empréstimos relativamente baratos para sociedades cooperativas de habitação e construtores privados individuais. A Lei de Abono de Família de outubro de 1946 introduziu abonos para o segundo filho e subsequentes filhos menores de 16 anos de idade, além de fornecer abonos para famílias monoparentais no nascimento do primeiro filho. Sob uma lei de julho de 1947, a cobertura do seguro-desemprego foi estendida aos trabalhadores agrícolas e certos outros grupos. Em 1947, foi introduzido um fundo de empréstimos para estudantes. No mesmo ano, foram introduzidos subsídios de moradia para famílias com dois ou mais filhos menores de 16 anos de idade, “que vivem em moradias financiadas pelo Housing Bank e em municípios que pagam um terço do subsídio”. A Lei de Escolaridade Abrangente de julho de 1954 estabeleceu uma escolaridade abrangente de nove anos em caráter experimental, enquanto a Lei de Seguro-Doença de março de 1956 introduziu o seguro obrigatório para todos os residentes. Uma lei de janeiro de 1960 introduziu um regime de pensões de invalidez e uma lei de Junho de 1961 estendeu a cobertura de acidentes aos militares e aos recrutas. Em 1957, foram introduzidas pensões básicas universais. Em 1957, foi criado um plano de pensão para órfãos e, em 1958, foi introduzido o seguro universitário contra acidentes de trabalho. Em 1957, foram disponibilizados subsídios de habitação para famílias monoparentais com filhos e, nesse mesmo ano, foi introduzido um teste de rendimento e de meios de propriedade, ao mesmo tempo que a Lei dos Subsídios de Habitação foi tornada obrigatória para todos os municípios. Em 1964, foi introduzido um benefício nacional para viúvas.

### Reivindicação da inteligência soviética
De acordo com Vassili Mitrokhin, Gerhardsen tornou-se um agente da inteligência soviética durante sua visita à URSS.

### Vida posterior e morte
Gerhardsen passou os últimos anos de sua vida em Oslo, onde morreu em 19 de setembro de 1987, aos 90 anos de idade, e foi enterrado no Vestre Gravlund.